# Фиумефредо Бруцио
Фиумефрѐдо Бру̀цио (на италиански: Fiumefreddo Bruzio, на местен диалект Jiumifriddu, Юмифриду) е малко градче и община в Южна Италия, провинция Козенца, регион Калабрия. Разположено е на 220 m надморска височина. Населението на общината е 3027 души (към 2012 г.).

## География
Фиумефрѐдо Бру̀цио се намира на брега на Тиренско море, в южната част на провинция Козенца. Граничи с Фалконара Албанезе (Север) и Лонгобарди (Юг).
Градът обхваща площ от около 30 квадратни километра (11,58 квадратни мили). Въпреки че територията е предимно хълмиста, тя се характеризира със силно морфологично разнообразие, всъщност, започвайки от морското равнище, надморската височина нараства до 1541 м на върха Монте Кокуцо, най-високата планина на бреговата линия.

## Забележителности
- Castello della Valle, основана през 1201 г. Входът има портал от 16-ти век от Ренесанса. В него се съхраняват няколко творби на местния художник Салваторе Фиуме. Замъкът е обсаден през 1806-1807 г. от френски войски и почти унищожен.
- Църква-майка, завършена през 1674г.
- Палацо Зупи (16 век)
- Палацо Пинятели
- Църква Сан Роко: куполът на тази църква също е нарисуван от Салваторе Фюме.
- Църква на Мадона дел Кармело
- Абатството Фонте Лаурато, разположено край река Фиуме ди Маре
- Църква Сан Микеле
- Църква на Санта Рита

## Култура

### Кухня
Местната гастрономия, подобно на гастрономията в Южна Италия, се характеризира с прости ястия, но много пикантни (лютите чушки, магданоз, босилек, розмарин, чесън и лук са най-използваните подправки). Ястията, които по-добре представят кухнята на Fiumefreddo Bruzio, са основно две: Filiciata и Frittata di patate.
Filiciata е меко сирене, поставено на пластове папрати. Обикновено се сервира по време на празника Assunzione di Maria Vergine (Ferragosto) на 15 август.
Frittata di patate е нещо като пържен омлет (въпреки че има формата на торта), приготвен с картофи от местни ферми. Въпреки че се нарича фритата (омлет), яйцата не са необходими за приготвянето му.
Сред другите ястия на провинция Козенца има Cuddrurieddri, grispeddre, кюфтета от калабрийски патладжани, пълнени алиси и много други.